# Heinrich Multscher
Heinrich Multscher (Leutkirch im Allgäu, 1400 circa – Ulma (?), ...) è stato uno scultore tedesco, fratello del più noto pittore e scultore Hans Multscher.

## Biografia
Dopo l'apprendistato nella sua città natale, lavora come scultore e probabilmente anche come pittore al fianco di suo fratello ad Ulma, dopo l'apertura della sua bottega nel 1427. Non è chiara l'entità dell'opera di Heinrich: si ipotizza che sia stato coinvolto nelle commesse più grandi e laboriose, forse progettate in comune tra i due fratelli. La critica ha proposto di isolare alcune opere dalla vasta produzione di Hans per vedervi la mano indipendente del fratello, specialmente nelle sculture della cattedrale di Ulma. Dal punto di vista stilistico, comunque, non dovette mai discostarsi particolarmente da Hans e dall'impronta che egli aveva definito per i suoi collaboratori di bottega.